# Paride Cattaneo della Torre
Paride Cattaneo della Torre (Primaluna, giugno 1531 – Primaluna, 1614) è stato un presbitero e scrittore italiano, primo storico della Valsassina.

## Biografia
Paride Cattaneo Della Torre nacque in Primaluna da Galeazzo nel 1531 e vi morì nel 1614.
È noto dai suoi scritti che fu per dodici anni a Venezia, quattro in Modena in qualità di Segretario di quel Vescovo, che fu a Roma, Siena, Firenze, Ferrara, Pavia, Ceneda ed altrove; in ultimo tornò in patria come canonico della chiesa collegiata plebana di Primaluna. Fu inoltre protonotario apostolico e membro dell'Accademia degli Affidati di Milano.
Appassionato amante della sua valle e ambizioso di discendere dalla celebre famiglia Della Torre, impiegò la sua lunga vita a raccoglierne quante più memorie poté, senza però alcuna selezione, con lingua scorretta e stile stentato scrisse ben centocinquanta trattati sopra diverse materie e bei discorsi con più di cento sermoni e cronache, che facevano parte del ricco archivio della sua famiglia e che già nell'Ottocento risultavano quasi tutti dispersi.

## Cronaca dei Torriani e Descritione della Valsassina
Si tratta dell'opera più nota e l'unica di cui si sia conservata copia. Fu tradotta in francese come Traité de la maison De la Tour par Pary de la Tour.
Sono noti due manoscritti:
- Cronaca dei Torriani e Descritione della Valsassina (1571), Archivio Pietro Pensa, Esino Lario (LC)
- Historia di Milano (1596 ca.), Biblioteca Queriniana, Brescia, segnatura ms. F I 17[1] (il titolo errato fu aggiunto successivamente)

Nel corso dell'Ottocento il primo manoscritto fu utilizzato e descritto da Giuseppe Arrigoni in diverse pubblicazioni come fonte per la storia della Valsassina. È dedicato al nobile Francesco Torriani di Milano colla data "Primaluna X febbraro 1571" e colla sottoscrizione "Paris Catt.o Dalla Torre". L'Arrigoni lo indica come di proprietà di don Agostino Arrigoni.
Nella prima metà del Novecento il volume passò ad Andrea Orlandi, autore di scritti sulla storia della Valsassina, che ne realizzò una copia integrale manoscritta (anch'essa conservata nell'Archivio Pietro Pensa di Esino Lario) e poi passò a Pietro Pensa, autore di numerose pubblicazioni sulla storia e le tradizioni del bacino dell'Adda.

## Opere minori
Altre brevi opere manoscritte erano citate come ancora esistenti nell'Ottocento:
- Cronaca dal principio del mondo fino ai giorni nostri (1560 circa)
- Breve discorso sopra la città di Milano
- Breve sommario della origine della nobil famiglia Torriana
- Genealogia della nobil famiglia Della Torre che cominciava dal principio del mondo fino ai giorni nostri (1595)